# Hiltenfingen
Hiltenfingen es un municipio alemán, ubicado en el distrito de Augsburgo en la región administrativa de Suabia, en el Estado federado de Baviera. Asimismo, forma parte de la Verwaltungsgemeinschaft de Langerringen.
Se encuentra a unos 30 km al sur de Augsburgo y a un kilómetro al suroeste de Schwabmünchen.